# Pietro Anderloni
Pietro Anderloni, född den 12 oktober 1784 i Santa Eufemia vid Brescia, död den 13 oktober 1849, var en italiensk kopparstickare, bror till Faustino Anderloni. 

## Biografi
Anderloni fick sin första undervisning hos brodern, men studerade sedan under Longhi, vilken han 1831 efterträdde som direktör för kopparstickarskolan i Milano. Anderloni förstod att på ett mästerligt sätt uppfatta och återge sina originals egendomligheter, även där det gällde färgen. Hans bästa gravyrer är reproduktioner av Tizian (Kristus och äktenskapsbryterskan) och Rafael (Den heliga familjen eller La madonna del passeggio).